# Józef Zastawniak
Józef Zastawniak (ur. 26 września 1893 w Gdowie, zm. 15 maja 1960 w Krakowie-Czyżynach) – polski duchowny katolicki.
Ukończył studia na Wydziale Teologicznym UJ, święcenia kapłańskie przyjął z rąk kardynała Adama Stefana Sapiehy 29 czerwca 1919. W latach 1919–1924 był wikariuszem w parafii św. Grzegorza w Ruszczy. W latach 1924–1931 pracował jako wikariusz w parafii św. Józefa w Krakowie przy Rynku Podgórskim. Lata 1931-1934 spędził jako wikary w parafii Najświętszego Salwatora na krakowskim Zwierzyńcu. W latach 1934–1935 pracował jako wikariusz w parafii św. Szczepana w Krakowie.
Po śmierci księdza prałata Wojciecha Siedleckiego 16 sierpnia 1935 zostaje mianowany proboszczem parafii św. Bartłomieja w Mogile. W 1936 dostaje zadanie wybudowania nowego kościoła w Czyżynach. Buduje świątynię św. Judy Tadeusza w latach 1936-1942. W 1938 otrzymuje godność kanonika. Dekretem kardynała Sapiehy 15 kwietnia 1951 zostaje erygowana parafia św. Judy Tadeusza w Krakowie-Czyżynach i z tym też dniem ks. Józef Zastawniak został pierwszym jej proboszczem, przenosząc się na plebanię w Czyżynach.
Zmarł po krótkiej chorobie 15 maja 1960. Uroczystości pogrzebowe poprowadził 18 maja ówczesny biskup sufragan krakowski Karol Wojtyła. Ksiądz Zastawniak został pochowany obok swoich poprzedników na cmentarzu w Mogile. Wdzięczni parafianie ufundowali księdzu nagrobek oraz przy głównym wejściu do kościoła św Judy Tadeusza pamiątkową tablicę.
W 1996 roku jego imieniem została nazwana ulica w pobliżu kościoła św. Judy Tadeusza w Krakowie-Czyżynach.